# Delias felis
Delias felis is een vlindersoort uit de familie van de Pieridae (witjes), onderfamilie Pierinae.
Delias felis werd in 2000 beschreven door Lachlan.